# Herbert Schnädelbach
Herbert Schnädelbach (n. 6 august 1936, Altenburg, Landul Turingia, Germania Nazistă – d. 9 noiembrie 2024, Hamburg, Germania) a fost un filosof german.

## Biografie
După modelul răspândit în învățământul universitar german, Herbert Schnädelbach a studiat mai multe discipline. Disciplina principală a fost filosofia, iar ca discipline secundare a studiat germanistica și sociologia. Herbert Schnädelbach a studiat filosofia la Frankfurt cu Theodor W. Adorno și Jürgen Habermas.
Herbert Schnädelbach a fost profesor de filosofie la Frankfurt pe Main (1971-1978), Hamburg (1978-1992) și Berlin (1993-2002, la prestigioasa Humboldt-Universität, cea mai veche dintre cele patru universități berlineze). Cât timp a existat RDG, Universitatea Humboldt s-a aflat pe teritoriul Germaniei răsăritene. După 1989, Herbert Schnädelbach a fost primul profesor din partea occidentală a Germaniei chemat să țină cursuri la Universitatea Humboldt.
În filosofia sa Herbert Schnädelbach pune un accent deosebit pe rațiune. Schnädelbach s-a afirmat ca un specialist de marcă în filosofia germană a secolului al XIX-lea. Interesele sale au trecut însă mult dincolo de această sferă și a fost preocupat de dezvoltarea unei teorii a raționalității, de teoria critică și de filosofia analitică anglo-saxonă.
Între 1987-1988 Schnädelbach a fost președintele Societății Germane de Filosofie. S-a angajat de asemenea în dezbaterea publică din Germania (a se vedea aici secțiunea despre problema creștinismului).

## Viziuni

### Concepția despre teoria cunoașterii
Cartea lui Herbert Schnädelbach Introducere în teoria cunoașterii (v. bibliografia) are cinci capitole. Primul este o trecere în revistă a istoriei atât a teoriei cunoașterii, cât și a contestării teoriei cunoașterii, precum și a preocupărilor de bază din teoria cunoașterii. Al doilea capitol este un eseu în stil analitic despre conceptul de cunoaștere. Capitolul masiv este cel de-al treilea, care tratează pe rând despre reprezentare, percepție, memorie și imaginație, experiență și știință. Înel de-al patrulea capitol găsim o prezentare a unor concepte-cheie pentru cunoaștere, cum sunt cele de adevăr și întemeiere. Al cincilea, cel care închide paranteza deschisă o dată cu introducerea, este o scurtă incursiune în problematica realității cunoașterii.
Teoria cunoașterii are rădăcini adânci în istoria filosofiei europene. Dialogul Theaitetos al lui Platon conține substanța multora dintre discuțiile care se poartă și astăzi în teoria cunoașterii. Ca disciplină filosofică, desemnată cu numele de „teoria cunoașterii“, ea nu s-a constituit însă decât în cadrul cercurilor kantiene din universitățile germane, în secolul al XIX-lea.
Teoria cunoașterii a dobândit însă un loc proeminent printre disciplinele filosofice. În cadrul filosofiei teoretice, scrie Schnädelbach, „teoria cunoașterii este acolo, de regulă, prima disciplină a ramurii, ceea ce scoate în evidență rangul ei deosebit printre disciplinele fundamentale“. „Mai rar se găsește, în schimb, pe această poziție metafizica, care uneori nici nu este menționată; metafizica pretindea să ocupe, până în secolul al XIX-lea, prima poziție printre disciplinele din ramura filosofiei teoretice“.
Schnädelbach arată că termenul „cunoaștere“ nu vizează doar cunoașterea științifică. Este vorba mai degrabă de cunoașterea de care dispunem fiecare în viața cotidiană. Știința este doar una dintre formele cunoașterii.
Cum am putea însă afla ce crede o persoană că știe? Una dintre idei este să examinăm propozițiile față de care persoana respectivă adoptă o atitudine: le socotește, de pildă, adevărate sau nu, le asertează, fie pentru că le crede adevărate, fie pentru că ar vrea ca alții să creadă că sunt adevărate și așa mai departe. Putem încerca să vedem, mai departe, care sunt temeiurile în virtutea cărora o persoană susține că o anume propoziție este adevărată. O astfel de abordare capătă într-o scriere filosofică forma analizei limbajului—o metodă care este bine reprezentată și‑n cartea lui Herbert Schnädelbach despre teoria cunoașterii, îndeosebi în cel de-al doilea capitol.
Schnädelbach, în pofida criticilor mai vechi și mai noi, subscrie la o formulă a cunoașterii pe care o găsim încă la Platon. Conform acestei formule, a ști înseamnă a da crezare în baza unor temeiuri unei propoziții adevărate. A da crezare unei propoziții adevărate nu este suficient, pentru că s-ar putea ca în mod întâmplător să dăm crezare unei propoziții adevărate.
În capitolul masiv despre formele de a ști din Introducere în teoria cunoașterii Schnädelbach se bazează mai degrabă pe filosofia lui Platon, Aristotel, Bacon, Descartes, Locke sau mai ales Kant decât pe filosofia analitică.
În finalul capitolului despre formele de a ști, Schnädelbach schițează o istorie a acestor forme. „Crearea unei terminologii pentru conceptele din familia lui «a ști» a fost în limba greacă veche un proces îndelungat“ - scrie filosoful german.
Pe scurt, pentru Schnädelbach, „a ști înseamnă a avea o crezare adevărată și întemeiată“. „Întemeierea are însă nevoie de un oponent, de critică. Sensul avut în vedere aici este cel care-și are izvorul în cuvântul vechi grecesc krineîn: delimitarea, evaluarea și judecarea pretențiilor de adevăr și de valoare, care se îngemănează cu o pragmatică a argumentării, ce înglobează critica și întemeierea într-un tot“.

### Raportarea la Kant
În Introducerea în teoria cunoașterii Kant este un punct de referință constant. Pentru Schnädelbach, Kant este autorul ale cărui soluții au o valoare paradigmatică. De pildă, pasajul despre legătura dintre critică și întemeiere reprodus în secțiunea despre teoria cunoașterii se continuă cu o referire la concepția lui Kant: „Conexiunea pragmatică dintre critică și întemeiere ține de structura de bază a rațiunii în genere, așa cum ne-a arătat Kant. Rațiunea are realitate numai ca rațiune critică - inclusiv în teoria cunoașterii“.
Schnädelbach subscrie la distincția dintre discursul descriptiv, cel explicativ și cel normativ. De pildă, în cazul unui concept precum cel de cunoaștere, filosofii încearcă să analizeze înțelesul conceptului respectiv. Caută, de pildă, criterii care diferențiază cunoașterea de ceea ce nu este cunoașterea. La fel este și în cazul unor concepte precum „viață umană“ și așa mai departe. Acesta este aspectul explicativ al demersului filosofic. Setul de criterii presupune însă și existența unor norme de aplicare. Trebuie știut dacă, în ce mod și când este aplicabil un criteriu. Acesta este aspectul normativ al demersului. În sfârșit, descrierea ține de cercetarea proceselor efective (de cunoaștere etc.).
La Kant, scrie Schnädelbach, critica rațiunii „conține… analize cu rol de clarificare conceptuală și ține în esență de discursul explicativ al filosofiei“. După părerea lui Schnädelbach, „Critica rațiunii pure este cu adevărat actuală doar în zona nucleului ei explicativ“.

### Atitudinea față de naturalism
Naturalismul în sens filosofic are o varietate de accepțiuni. Ele merg de la respectul pentru concluziile științelor naturii până la privilegierea explicațiilor oferite de către științele naturii și sublinierea continuității dintre științele naturii și filosofie.
Schnädelbach nu ascunde faptul că nu are o simpatie deosebită pentru naturalism.  Dar, ca filosof care subliniază importanța rațiunii, tema naturalismului nu-i este indiferentă. Mulți adepți ai naturalismului adoptă implicit sau explicit o dihotomie naturalism-obscurantism. Pentru Schnädelbach este important să se determine posibilitatea de a fi rațional în filosofie fără a subscrie la naturalism.
Astăzi, atrage atenția Schnädelbach, „ism“-ul din naturalism este mai puțin legat de natură. El este legat de științele naturii.
Pentru naturaliști este inevitabilă identificarea într-un fel sau altul a rațiunii cu știința. Schnädelbach are dubii cu privire la o astfel de identificare. Mai mult decât atât, problema nu este de a alege între rațiune și știință (dacă adoptăm o atitudine sceptică față de naturalism). Ca și-n alte zone ale operei sale, punctul de referință este Kant. La Kant, rațiunea joacă rolul de tribunal suprem. Știința este valoroasă pentru că, de regulă, procedează rațional. Formularea inversă a acestui raport nu este posibilă. 

### Problema creștinismului
Herbert Schnädelbach are contribuții și la dezbateri ce interesează un public mai larg, nu doar persoanele preocupate de filosofie. Cea care a stârnit cele mai multe reacții a fost însă contribuția sa la dezbaterea privitoare la răspunderea creștinismului și a bisericii.
În primul rând ar trebui precizat contextul intervenției lui Schnädelbach. Filosoful german începe prin a se referi la Papa Ioan Paul al II-lea și acțiunile prin care acesta și-a cerut iertare pentru rele înfăptuite de creștini. În viziunea papei, adaugă Schnädelbach, vina le-ar aparține celor care au comis faptele, nu Bisericii creștine, nu creștinismului ca atare. Schnädelbach se întreabă însă tăios dacă nu cumva creștinismul este un blestem care planează asupra civilizației europene. 
După Schnädelbach, creștinismul ar avea șapte defecte încă de la nașterea sa. Sunt șapte greșeli care apasă, după el, ca un blestem asupra civilizației europene.
Primul defect este învățătura cu privire la păcatul originar. Schnädelbach crede că învățătura paulinică a corupt concepția din Vechiul Testament. În vreme ce ideea de humanitas provine de la stoici, din tradiția iudaică vine ideea omului ca o creație a lui Dumnezeu. Dar, adaugă Schnädelbach, pentru evreul pios păcatul nu este „originar“; fiecare om are posibilitatea să fie drept, orice păcat este individual. Creștinismul, subliniază Schnädelbach, califică această concepție drept fariseism; nu există oameni drepți, ci numai oameni păcătoși. 
Din pricina acestui prin defect, ideea de drepturi naturale ale omului s-a impus doar ca o idee seculară. Iluminismul nu avea altă posibilitate de acțiune. Ideea de demnitate a omului a fost adusă în creștinism, crede Schnädelbach, prin altoirea târzie a acestuia cu elemente de stoicism și tradiție iudaică. 
Al doilea defect ține de reprezentarea credinței și a speranței în strânsă legătură cu sângele, cu suferința fizică extremă pe cruce. Din nou, Paul este cel acuzat. El ar fi mutat centrul de greutate al credinței de la figura celui înviat la figura celui torturat pe cruce. Acestui accent pe suferință și violență, corect interpretat, susține Schnädelbach, arată că ideea umanizării lumii păgâne de către creștinism este un mit. 
Al treilea defect este convingerea că toată lumea trebuie să devină creștină. Creștinarea este o misiune. De aici decurge, după Schnädelbach, imposibilitatea de a tolera cu adevărat pe cei care nu cred. Iudaismul, adaugă Schnädelbach, este tolerant, în măsura în care nu este animat de un spirit misionar. Chiar Islamul, în ciuda ideii sale de război sfânt, are încorporat un respect pentru evrei și creștini. 
Al patrulea defect este dușmănia față de evrei. Secțiunea în care Schnädelbach discută acest defect este foarte scurtă. S-ar putea acest lucru să nu denote lipsa de importanță a chestiunii, ci caracterul ei binecunoscut.
Schnädelbach spune totuși că moștenirea cea mai cumplită a Noului Testament ar fi ideea de apocalipsă. Ea ar marca escatologia creștină. Presupoziția ei este că binele poate învinge complet și poate eradica răul. 
Fără a adânci o discuție complicată, în secțiunea a cincea a articolului său din Die Zeit, Schnädelbach face o analogie între creștinism și comunism. Pentru a accentua paralela, el îl și citează pe Ernst Bloch, cu al său „Ubi Lenin ibi Jerusalem“. Ca și creștinii, comuniștii au o eschatologie care presupune posibilitatea eradicării depline a răului. Se știe foarte bine ce s-a-ntâmplat când au și încercat să elimine pe deplin răul. Au însă creștinii un element în învățătura lor care poate împiedica ducerea până la ultimele consecințe a eliminării răului? Schnädelbach lasă oarecum în suspensie răspunsul la această importantă întrebare, dar se-nțelege din text că el este negativ. 
Al șaselea defect al creștinismului, după Schnädelbach, este rodul efortului de a integra platonismul. Ca urmare a acestei infuzii de filosofie platonică, a fost introdusă o separare radicală între suflet și corp, între lumea de aici și lumea de dincolo. Rezultatul este un dispreț pentru lumea pământească. 
Al șaptelea defect originar al creștinismului ține de modul de tratare a adevărului istoric. Recursul la fals este socotit justificat atunci când scopul este întărirea credinței. 
Nu s-ar putea însă îndrepta aceste defecte? După părerea lui Schnädelbach dacă s-ar duce până la capăt această operație creștinismul și-ar pierde trăsăturile sale distinctive. Oricum, susține Schnädelbach, ceea ce este bun, atrăgător în creștinism ține de iudaism. Corectarea defectelor ar transforma automat creștinismul într-o formă de iudaism. 
În lumea modernă, scrie Schnädelbach, „bisericile nu sunt întâmplător goale“. Mesajul creștin și-a pierdut sensul. Schnädelbach nu neagă și amprenta pozitivă lăsată de creștinism asupra culturii europene. Atâta doar că el crede că energiile care au dus la contribuții pozitive s-au epuizat.

## Publicații
Dintre cărțile lui Herbert Schnädelbach se remarcă:
- Philosophie in Deutschland 1831-1933. [Filosofia germană între 1831-1933] (Frankfurt/Main: Suhrkamp, 1983)
- Vernunft und Geschichte. [Rațiune și istorie] (Frankfurt/Main: Suhrkamp, 1987)
- Hegel zur Einführung. [O introducere în filosofia lui Hegel] (Hamburg: Junius, 1999)
- Analytische und postanalytische Philosophie. [Filosofia analitică și post-analitică] (Frankfurt/Main: Suhrkamp, 2004)
- Kant (Leipzig: Reclam, 2005).

Erkenntnistheorie zur Einführung [O introducere în teoria cunoașterii]  a apărut în germană în 2002, chiar în anul în care profesorul Schnädelbach s-a pensionat.
Cărțile lui Herbert Schnädelbach au fost traduse în română, franceză, italiană, japoneză, spaniolă și polonă. Pentru o listă mai amplă se poate consulta situl Die Deutsche Bibliothek[nefuncțională]
, echivalentul german al Library of Congress.